# 폭스 스포츠
폭스 스포츠(영어: Fox Sports)는 전세계 여러 스포츠 채널, 방송 부문, 프로그램, 기타 미디어의 브랜드 이름이다. 이름은 미국의 폭스 방송에서 유래했으며, 이는 폭스 필름의 이름을 따온 것이다.
폭스 스포츠라는 이름은 다른 스포츠 미디어 자산에 많이 사용되어 왔다. 이러한 자산은 오스트레일리아의 폭스텔을 제외하고 월트 디즈니 컴퍼니가 소유한 나머지 국제 폭스 스포츠 채널은 주로 폭스 코퍼레이션이 보유하고 있다.

## 여담
대한민국에서는 JTBC와 합작하여 JTBC3 폭스 스포츠를 이전에 출범하여 송출된 적이 있었다.

## 같이 보기
- 폭스 스포츠 (미국)
- 스카이 스포츠 (영국의 텔레비전 채널)